# Trilogia di Valis
Con Trilogia di Valis si indicano gli ultimi tre libri scritti e pubblicati da Philip K. Dick.
Nell'ordine:
- Valis (1981)
- Divina invasione (1981)
- La trasmigrazione di Timothy Archer (1982)

L'ultimo libro è stato pubblicato postumo.
I tre romanzi presentano personaggi diversi e vicende autonome, e sono uniti idealmente soltanto da qualche sporadico riferimento intertestuale. Sono tuttavia considerati una trilogia per l'unità di temi, situazioni e riflessioni. In particolare si nota il passaggio in secondo piano dell'ambientazione e dei cliché tipici della fantascienza, ora reinterpretati in chiave religiosa. La trilogia di Valis può difatti essere letta come l'esposizione della personale visione mistica di Dick, fatta di riferimenti alle speculazioni sul divino recuperate soprattutto dal pensiero ebraico e cristiano nei suoi aspetti più o meno noti, dal mito di Elia sino agli Esseni, dai vangeli apocrifi sino alla Cabala. Il disegno tracciato dall'autore, secondo alcuni commentatori confuso e sregolato, a detta di molti risente di pesanti influssi derivati dalle esperienze con sostanze stupefacenti o dai disagi psichici dello stesso autore, ma al contempo mostra affinità consapevoli e robuste, sostenute da una notevole quantità di citazioni dirette, con il tardo neoplatonismo e, soprattutto, con lo gnosticismo cristiano.
In realtà alcuni fatti appurati da Lawrence Sutin, autore della migliore biografia disponibile su Dick (pubblicata in Italia da Fanucci) inducono a sospettare dell'idea di un Dick squilibrato o  annebbiato dalle sostanze, che al massimo gli avrebbero dato una lontana ispirazione.
Primo, il periodo di sperimentazione con le sostanze di Dick risale alla seconda metà degli anni sessanta. Dick aveva cessato di usare sostanze psicotrope già nei primi anni settanta, per cui non si vede come le droghe possano aver influenzato i suoi scritti dei primissimi anni ottanta.
Secondo, Dick non fece quasi mai uso di droghe pesanti, se si eccettua un periodo di uso di anfetamine, e non fu neanche un utilizzatore frequentissimo di psichedelici. In realtà pare che abbia sperimentato l'LSD solo alcune volte, e ne riconobbe un'influenza diretta, al pari della mescalina, i cui effetti sono simili a quelli dell'LSD, solo per la trama di Scorrete lacrime, disse il poliziotto e per alcune idee del suo romanzo Ubik, più che per la Trilogia di Valis. Se è vero che Dick ebbe un periodo di uso frequente di amfetamine (anche dette da noi speed), le consumava soprattutto per poter lavorare a ciclo continuo, spesso senza dormire, in modo da finire più rapidamente i suoi romanzi e racconti e piazzarli sul mercato (doveva infatti pagare gli alimenti a più di una moglie).
Terzo, che Dick avesse problemi psichiatrici non è da escludere, ma in effetti le uniche persone competenti a diagnosticare la salute mentale di una persona sono gli psichiatri, e non certo i critici letterari; tuttavia, alcuni di essi (p.es. Rabkin) hanno secondo alcuni usurpato le funzioni dello psichiatra, dichiarando che gli ultimi romanzi di Dick erano il parto di una mente malata perché non avrebbero soddisfatto le loro aspettative critiche. In realtà per alcuni di questi critici (incluso una delle migliori menti degli studi letterari statunitensi, Fredric Jameson), il problema era forse l'elevata densità di riferimenti religiosi nella Trilogia, che cozzava con la loro formazione marxista.
Eppure un critico di stampo marxista come Darko Suvin ha recentemente rivalutato l'ultima produzione di Dick, giungendo a ipotizzare che proprio il trittico finale raggiunga un livello qualitativo e di profondità concettuale tale da rivaleggiare con quello che precedentemente Suvin stesso aveva posto come culmine della scrittura dickiana, il gruppo di romanzi dei primi anni sessanta (dall'Uomo nell'alto castello a Le tre stimmate di Palmer Eldritch).
Il fatto è che nella Trilogia Dick compie uno sforzo letterario non indifferente, cercando di darsi ragione del destino della generazione controculturale degli anni '60, che dopo il tentativo di cambiare se non il mondo almeno gli Stati Uniti era sprofondata nell'abuso di droghe pesanti, in un misticismo a volte privo di direzione o nella depressione. Lo fa sfruttando tutte le armi a sua disposizione, cioè scrivendo un romanzo assolutamente fantascientifico (Divina invasione), uno assolutamente realistico (La trasmigrazione di Timothy Archer) e un vero tour de force narrativo, che fino all'ultima pagina lascia il lettore incerto sulla natura della vicenda raccontata, senza che si possa decidere definitivamente se si tratti di fantascienza o meno (Valis). In questo, soprattutto, i tre testi sono intimamente collegati, come se Dick avesse voluto dimostrare in extremis di cosa era capace.
Quanto alla simbologia, ai concetti, ai temi religiosi, va detto che Dick, tutto sommato, non chiede ai lettori di condividere la sua fede religiosa (continuamente messa in dubbio e interrogata da lui stesso, credente di nessuna chiesa ufficiale): Dick piuttosto usa temi e immagini religiose (e soprattutto testi religiosi, le epistole di Paolo prima di tutto) per costruire romanzi di un'incredibile complessità, ma che secondo alcuni non perdono la capacità - paolina, anche questa - di toccare nel profondo il cuore di chi li legge.